# 貨幣経済学
坂口義明によれば、
「市場システムにおいては、どの主体も、経済活動を営むためにはまず処分可能な（自由に使える）貨幣を入手しなければならない。つまり企業であれば、生産活動を営むために、財市場で投資財を購入し、労働市場で労働力を雇い入れなければならないし、家計であれば、消費活動を営むために、財市場で消費財を購入しなければならない。」
としている。
そして、
「いずれにしても、処分可能な貨幣を入手していることが経済活動の前提である。逆に言えば、処分可能な貨幣をうまく調達できない経済主体は、経済活動に支障をきたすこととなる。このような条件の下で経済主体が相互作用を営む場として市場システムをとらえ、その安定性・調和性の諸条件を分析しようとするのが貨幣経済学ないし貨幣経済アプローチである」
としている。